# アンチャーテッド エル・ドラドの秘宝
『アンチャーテッド エル・ドラドの秘宝』（アンチャーテッド エル・ドラドのひほう、Uncharted: Drake's Fortune）は、アンチャーテッドシリーズの第1弾のPlayStation 3 および PlayStation 4専用アクションアドベンチャーゲーム。シリーズ化にともない「アンチャーテッド1」と呼ばれることが多い。キャッチコピーは「PLAYする映画」。略称はアンチャ。「Uncharted」は「未知の領域」を意味する。
続編は2009年10月15日発売の『アンチャーテッド 黄金刀と消えた船団』。2015年には『アンチャーテッド コレクション』においてリマスター化もされた。

## 概要
開発は『クラッシュ・バンディクー』シリーズ等を制作したノーティドッグが担当。海洋冒険家フランシス・ドレイクの残した手帳を手に入れた、彼の子孫を自負するトレジャーハンターのネイサン・ドレイク（愛称：ネイト）が、ジャングルや遺跡、古城を舞台に伝説の財宝「エル・ドラド」を求め、陰謀の渦に巻き込まれる。
本作のジャンルはTPS要素を組み込んだアクション・アドベンチャーゲームではあるが、没入感を高める手法として一般的なアクションゲームに見られるような体力ゲージやマップ等を極力表示しないよう工夫がなされており、それらの表現は「被ダメージ数に応じて画面を徐々に暗くさせる」「残弾数や照準用カーソルは武器を構えた時のみ」としている。プレイスタイルは謎解きと戦闘をしながら「壁を伝う」「登る」「降りる」「飛び移る」を駆使した移動が基本となるが、とても「正規ルート」とは思えないような場面を進むため、一本道でありながらも初見では少し考えながら進む必要がある（マップの随所に正規ルートへのヒントが設けられている為、法則を理解すればあまり迷わないように設計されている）。
またストーリー演出には往年のアドベンチャー映画を強く意識しており、金儲けのために財宝を狙う武装海賊や犯罪組織の傭兵と戦う、行く手を阻むさまざまなトラップや“謎解き”といった要素など、王道的な展開が多い。このことから「PLAYする映画」というキャッチコピーが用いられ、日本語版の吹き替えはB級映画を意図した翻訳がされており、これらの作風と方向性はシリーズ最終作まで継承され、アンチャーテッドというゲームの個性となった。
グラフィックは（テクスチャ・光源処理・水の表現など）2007年当時のタイトルとしてはコンソール機の性能を活かした描画となっている。リマスター版はハードがPS4へ移行したことで、さらに高解像度化・高フレームレート化がなされている。

## ストーリー
プロローグ
トレジャーハンターのネイサン・ドレイク（ネイト）とレポーターのエレナ・フィッシャーは、アドベンチャー番組「アンチャーテッド」の取材でパナマ沖を訪れる。約400年もの間海底に沈んでいたフランシス・ドレイク卿の棺を引き揚げたネイトは、その中からドレイク卿の手帳を発見する。その直後海賊に襲われ絶体絶命の危機に陥るも、間一髪で駆けつけたネイトの相棒ヴィクター・サリバン（サリー）によって窮地を脱する。
ドレイク卿の手帳に記されていたのは「黄金の都」として伝えられる「エル・ドラド」への手がかりであった。一攫千金のチャンスに興奮するネイトとサリーは、あくまでも番組の取材が目的であるエレナを置き去りにして南米へ出発する。
南米の遺跡へ
ドレイク卿が手帳で示した場所である南米アマゾンの熱帯雨林の奥地で、ネイトとサリーは古代文明の遺跡を発見する。しかし、遺跡はドレイク卿以前にその地を訪れたスペイン人によって略奪された後であった。その奥に描かれていた壁画には巨大な像を崇拝する人型の群衆が描かれており、ネイトはエル・ドラドを「黄金の都」ではなく、「黄金の偶像」であったと推理する。遺跡を抜けた二人は、座礁した後洪水によって川の上流まで運ばれてきたドイツ海軍のUボートの残骸を発見する。Uボートの中でネイトは、スペイン人が黄金像を運び込んだ絶海の孤島を記した地図を入手する。ドイツ軍もドレイク卿と同じく黄金像を追っていたのであった。
Uボートを脱出したネイトは、外で待っていたサリーを拘束していた犯罪組織のボス、ガブリエル・ローマンとその部下アトック・ナヴァロ率いる私兵部隊に包囲される。ローマンはかつてサリーとの取引で不利益を被ったことを恨んでおり、報復のためにサリーの足取りを追っていた。サリーはローマンが放った凶弾に倒れ、ネイトも殺されそうになるが、Uボートの中の魚雷が爆発したどさくさに紛れてその場を脱出する。ローマンの追っ手を撒いたネイトを待ち伏せていたのはなんとエレナであった。ネイトはお宝のため、エレナは番組のため、二人は協力して孤島を目指す。
孤島への飛行機が墜落
サリーの遺した飛行艇（グラマン G-21 グース）で孤島へ向かうネイトとエレナだが、島からの対空砲火によって飛行艇は撃墜されてしまう。なんとかパラシュートで脱出したネイトは、離れ離れになったエレナを探しつつ孤島を探索する。島は武装した海賊と何者かが仕掛けたブービートラップに満ちた危険な場所であった。海沿いの城塞でエレナを発見したネイトだが、その直後海賊によって捕らえられてしまう。
囚われの身となったネイトの前に現れたのは顔馴染みの海賊団のリーダー、エディ・ラジャだった。エディは何者かに雇われこの島にやってきたようだが、雇い主を出し抜いてお宝を奪うためにネイトに協力を詰め寄る。しかしネイトはエレナの助けによって檻から脱出し、エディの部下の追手を退けつつ、洪水によって打ち捨てられた都市を探索する。
サリーの裏切り？
ネイトは港から海賊の船を奪って島を脱出する策を立てるが、ボートを奪う寸前にエレナに引き止められる。エレナが撮影した映像に映っていたのは、島に上陸するローマンとナヴァロ、そして死んだはずのサリーだった。ネイトはサリーに会って事の真相を聞き出すために島に残ることを決める。
エディの部下やローマンの私兵部隊を倒しつつ、ネイトとエレナは図書館でついにサリーと再会する。サリーは胸元のポケットに入れていたドレイク卿の手帳によって一命をとりとめたのだった。ローマンに生きていることがバレたサリーは、宝探しに協力すると口八丁で取り入り、お宝を探すふりをしつつネイトが助けに来る時間を稼いでいたのである。
地下でドレイク卿の遺体を発見
再びサリーと別れ、手帳に記された手がかりから財宝を守る謎を解いていったネイトは、島の地下に広がる広大な空間を探索する。ネイトはフランシス・ドレイク卿の遺体を発見し、志半ばで息絶えたことを悟る。一方、ローマンとナヴァロ、そして二人に雇われていたエディとの軋轢は更に深まり、島にかけられた呪いに怯え、島を出ることを主張したエディはローマンから一方的な契約打ち切りを宣告される。エディはローマンを裏切り、ネイトらも亡き者にして自分たちが宝を独り占めしようと画策する。
地下を進むネイトは恐怖に怯えるエディとその部下と遭遇する。そこに現れたのは、獣のような咆哮を上げるヒト型のモンスターであった。ネイトとエディはひとまず協力してモンスターと戦うが、その途中エディはモンスターによって殺されてしまう。ネイトはエレナの助けでモンスターから逃れる。
Uボート基地
地下空間を抜けた先でネイトが目にしたのはドイツ軍が秘密裏に建設していたUボート基地であった。そこに残されていたドイツ軍のフィルムとドレイク卿の手記から、モンスターは黄金像の「呪い」によって正気を失い、凶暴化した人間の成れの果てであり、ドレイク卿は「呪い」を島から出さないために船を港で爆破し、島と運命を共にしたことを知る。その直後、エレナがローマンたちに捕まってしまい、ネイトはローマンの部下やモンスターを倒しながらサリーと合流し、エレナを救出するためにローマンたちの元へ向かう。
島の最奥部で黄金像を発見
島の最奥部に辿り着いたネイトとサリーは、黄金像を発見したローマンとナヴァロ、そしてナヴァロに捕われたエレナを発見し、直後に拘束される。ナヴァロはローマンに黄金像の中を開いて見てみるよう促すが、黄金像を開いたローマンが見たのは古代人のミイラであった。ミイラから放たれた「呪い」を吸い込んだローマンは苦悶した後、獣のような咆哮を上げてナヴァロに襲いかかろうとして射殺される。
ナヴァロは最初から黄金像（棺）の正体を掴んでおり、ミイラの「呪い」を兵器に転用し、闇市場で売り捌くことが目的だった。ナヴァロはエレナと共に黄金像を吊り下げたヘリに乗り込む。ネイトとサリーは一瞬の隙を突いて拘束を脱し、ネイトはヘリに吊り下げられた黄金像に掴まってナヴァロを追う。エレナの奮闘によってヘリはローマンの母船に不時着し、ネイトとナヴァロの最終決戦が始まる。
エピローグ
ネイトはナヴァロとの戦いに勝利し、不時着したヘリからエレナを救出する。なおも立ち上がりネイトに挑みかかるナヴァロだが、ネイトはヘリの残骸を海に落とし、ロープが足に絡まったナヴァロを黄金像もろとも海に落として別れを告げる。すべての戦いを終わらせたネイトとエレナのもとに、サリーが小型ボートに財宝を積んで現れる。三人はそれぞれの思いを胸にいだきつつ、空前の冒険の舞台であった島を後にするのだった。

## チャプター
パナマ沖
1 - 冒険の始まり
アマゾンのジャングル
2 - エル・ドラドを追って
3 - ジャングルでの発見
南太平洋の孤島(ジャングル、砦)
4 - 墜落現場
5 - 城壁
6 - 砦脱出
7 - 逃走
南太平洋の孤島(港町の遺跡)
8 - 失われた都市
9 - タワーへ
10 - 黄金の行方
11 - 疑惑
12 - 大河
南太平洋の孤島(修道院、図書館)
13 - 聖地
14 - 地下へ
15 - 財宝を追って
南太平洋の孤島(地下)
16 - 攻防
17 - 戦慄
南太平洋の孤島(Uボート基地)
18 - 核心
19 - 招かれざる客
南太平洋の孤島(教会)
20 - 救出
21 - 財宝と棺
ローマンの船
22 - 決着

## 登場人物

### ネイト一行
ネイサン・ドレイク（Nathan Drake）
声 - 東地宏樹
本作の主人公で、プロのトレジャーハンター。愛称は「ネイト」。海洋冒険家「フランシス・ドレイク」の子孫を自負しており、彼の遺品とされるリングを首から下げている。リングには「偉業も小さな一歩から」というドレイクの格言が彫られており、ネイトのモットーとなっている。
考古学の豊富な知識と優れた洞察力を持ち、わずかな手掛かりから謎を紐解く。軽い性格の皮肉屋だがユーモアに溢れ、危険な状況でも軽口をたたく余裕を失わない。また、身体能力が非常に高く、険しい場所も軽い身のこなしで登っていく卓越したクライミング技術を持っている。さらに、銃火器の扱いや格闘術、飛行機や水上バイクなどの乗り物の操縦にも長けている。
今作では海底から引き揚げた「ドレイク卿の手帳」を元に、ローマン一味との熾烈な戦いを繰り広げながら、エル・ドラドの黄金像伝説を追っていく。
エレナ・フィッシャー（Elena Fisher）
声 - 永島由子
本作のヒロインで、ジャーナリスト。アドベンチャー番組「アンチャーテッド」の司会を務めている。頭脳明晰な美女で、古代建築などの知識が豊富である。性格は明るく奔放で、少々頑固なところがある。ネイトに引けを取らないほどの行動力を持っており、女性でありながらも銃の扱いや乗り物の操縦にも長けている。
黄金像伝説の取材という名目で、カメラ片手に半ば無理やりネイト達に同行し、ネイトの良きパートナーとして数々の活躍を見せる。
ヴィクター・サリバン（Victor Sullivan）
声 - 千葉繁
ネイトの相棒で、ベテランのトレジャーハンター。愛称は「サリー」。ネイトにトレジャーハンティングの技術を教えた師匠でもある。多方面に多額の負債を抱えており、金には少々汚い。話術に長けており、未だに若い女性を口説くこともある。現在は力仕事などは若いネイトに任せているが、冒険家としての腕や知識は衰えていない。
今作では、エル・ドラドの黄金像伝説に己の財産と人生を全て賭け、ネイトについて行くが……。

### 敵対者
ガブリエル・ローマン（Gabriel Roman）
声 - 土師孝也
裏社会で名を馳せている犯罪組織のボス。私設の傭兵部隊を組織するほどの財力を持つ。コレクションの充実のため、エル・ドラドの黄金像を狙う。物腰は紳士的だが、ビジネスの為ならば手段を選ばない非情な性格。
アトック・ナヴァロ（Atoq Navarro）
声 - 奥田啓人
ローマン私設傭兵部隊の隊長。凶暴かつ残忍な性格で、時折ローマンに行動をたしなめられる事もある。傭兵としての実力は非常に高く、考古学関連の知識に造詣が深い。ローマンにエル・ドラドの黄金像の話を持ちかけた。
エディ・ラジャ（Eddy Raja）
声 - 高木渉
ローマンに雇われた海賊団のリーダー。ネイトとは顔馴染みで、かつて「ビジネス」を共にしたことがあるが、今回はナヴァロの手下として容赦なくネイト達に襲いかかる。

## 武器
本作の戦闘はスタンダードなTPSを踏襲しており、主にハンドガン・サブマシンガン系とアサルトライフル・ショットガン・スナイパーライフル系を2系統のカテゴリとしてまとめ、それぞれコントローラの十字キーの左・右へ割り当てられている。これらをスイッチすることで切り替えを行い、戦闘シチュエーションによって使い分けながらプレイするのが基本となる。現実の銃器であれば同一の口径・規格の用いたモデルであれば弾薬を使い回す事が可能だが、本作はゲームシステムの仕様上、弾薬はその武器専用となり、（弾薬の）補充を行うには装備している「武器と同一」であることが条件となる。この仕様はシリーズ最終作『アンチャーテッド 海賊王と最後の秘宝』まで引き継がれている。
セミオートマチックピストル
- PM-9mm

ゲーム最序盤から入手可能な武器。ネイトの初期装備。
- 92FS-9mm

ゲーム中盤以降で入手可能。装弾数の多さと連射速度の速さからPM-９mmの上位版にあたる。
- Desert-5

ゲーム終盤から敵から入手可能。装弾数が少なく連射速度も遅いが、それを補うほど威力が高く、敵をほぼ1発（高難易度の場合は計2発）で撃破可能。
ただし、敵が所持している場合はレーザーサイトを用いて正確に狙撃してくるため、遮蔽物へ身を隠す、動き回ることで回避運動が必須となる。
エディーが所持する銃のベースモデルでもあり、黄金に塗装されグリップには龍の模様が刻まれている。
リボルバー
- Wes-44

ゲーム中盤から入手可能。Desert-5と同じく、敵を1〜2発で撃破可能だが入手頻度は非常に限られる。主人公ネイトの相棒サリーが所持する愛銃と同一モデルである。
サブマシンガン
- Micro-9mm

ゲーム中盤から入手可能。一発の威力はハンドガンよりも低いものの、連射速度がそれを補う。近接時の制圧力は高いが集弾性に欠け、遠距離への攻撃は苦手としている。フルオート射撃が可能な武器ではあるが、ゲーム上の分類はハンドガンと同じ扱いとなる。
- MP40

ゲーム終盤から入手可能。Micro-9mmと比べ連射力は劣るものの、攻撃力と装弾数が向上した上位版。サブマシンガンとして表記してあるが、ゲーム上の分類はアサルトライフル・ショットガン・スナイパーライフルと同じ扱いとなる。
アサルトライフル
- AK-47

ゲーム序盤以降から入手可能。ゲーム中盤以降までは主力武器となる。威力と連射性は申し分ないものの、反動の大きさから集弾性が悪い。
- M4

ゲーム中盤以降から入手可能。AK-47と比べ、連射時の集弾性が向上している。装弾数とリロード時の速度はAK-47と同等。
ショットガン
- Moss-12

ゲーム序盤以降から入手可能。接近戦では無類の強さを誇るが、遠距離では威力が大きく低下する。
- SAS-12

ゲーム終盤から入手可能。Moss-12と比べ、集弾率が向上しており、中距離までであれば威力はあまり低下しない。
グレネードランチャー
- M79

特定のシーンでしか入手出来ないものの、手榴弾並の威力を持ち合わせており、着弾と同時に爆発するためMk-NDIグレネードの上位版となる。爆風は貫通効果もあるため、壁に隠れてる敵も倒すことが可能。
スナイパーライフル
- ドラゴンスナイパー

ゲーム終盤から入手可能。本作では唯一の狙撃銃であるため、高倍率スコープを用いたズームが可能。威力も申し分なく、軽装備の敵であれば一撃で撃破できる。
手榴弾
- Mk-NDIグレネード

序盤から手に入るグレネード（破片手榴弾）。PS3版ではコントローラーの傾きセンサーを用いて、位置予測カーソルを操作をしながら投擲を行う。
敵に直撃させれば一発で撃破可能だが、爆発範囲が狭く、投擲から爆発の間にはラグがある為、タイミングを意識しながら投擲する必要がある。
その他
- 固定銃座

一部シーンにおいて、装甲板で覆われた重機関銃型と（ジープに搭載された）単連射式グレネードランチャー型の固定銃座が存在する。
その絶大な火力により圧倒的な制圧力を誇るが、使用中は原則としてプレイヤーキャラクターの移動は不可能であり、また背後まではカバー出来ないため、四方八方からの攻撃には無防備になりやすい。

## メダル
ゲーム内にはメダルシステムが搭載されている。「ステージ内に隠されているお宝を所定数獲得」「特定の方法で一定数敵を倒す」「所定の難易度をクリア」といった条件を達成するとメダルを獲得できる。メダルには難易度に応じてメダルポイントが設定されており、クリアや所定のポイントに達するたびに下記のような報酬が与えられる。（一部変更は最高難易度のプロでは適用されないが、1度プロをクリアすると使用可能。）
- デザインギャラリーの閲覧
- メイキングカットシーンなどの特典映像の閲覧
- ネイトの衣装チェンジ（エレナやサリーといった仲間や海賊やローマンといった敵キャラクターにも変更可能、ただし声はそのまま。また、プリレンダムービーでも変更が適用されない。）
- 特定の武器を任意に持つことができるようになる。
- 無限弾薬・一撃死といったプレーを楽にする報酬

また、アップデートによりメダルと連動してトロフィーも獲得できるようになり、メダルを獲得することで対応するトロフィーがもらえるようになった。

## 用語集
フランシス・ドレイク卿
実在したイングランド出身。奴隷貿易の船長から海賊(私掠船船長)となり、さらには探検家、ついには海軍提督になるという異色の経歴を持つ。
イギリス人初となる世界一周を成し遂げている。その航海で得た宝はエリザベス1世に献上されたが、実はそれと別に残しているお宝があるとされており、その財宝をネイトとローマンが狙っている。また、死去した際に鉛の棺に納められ海中に沈められたとされており、この棺は現在も見つかっていない。本作は、ネイトがその棺を見つけたところから物語が始まる。
ドレイク卿のリング
ネイトが常に首から下げているリング。上述のフランシス・ドレイク卿の遺品で、彼が死亡したとされる日の翌日の日付と、海底に沈められたという彼の鉛の棺の座標（パナマ沖）が彫られている。また、ネイトがモットーとしている彼の格言「偉業も小さな一歩から」も刻まれている。
ドレイク卿の日記
ドレイク卿がエル・ドラドの黄金像の探索記録を記した日記帳。海底に沈められていた鉛の棺に、彼の遺体の代わりに納められていた。ネイト達の黄金像探索の大きな手掛かりとなる。
エル・ドラド
アンデス山脈に伝わる黄金郷にまつわる伝説。本作では、黄金と宝石で作られた豪華絢爛な像とされている。黄金像を手に入れようとした者には、恐ろしい呪いがかかるという。この幻の黄金像を追い求め、ネイト達の大冒険が繰り広げられる。

## 関連情報
- 2007年7月24日、ハイビジョン（720p）画質のプロモーションムービーがPlayStation Storeにて配信された。
- 2007年9月26日、フルハイビジョン（1080p）画質のプロモーションムービーがPLAYSTATION Storeにて配信された。
- 2007年11月15日、「アンチャーテッド エル・ドラドの秘宝」体験版がPLAYSTATION Storeにて配信された。